# ضب هندي
الضب الهندي أو ضب هاردويك (الاسم العلمي: Saara hardwickii) هو نوع من السحالي يتبع فصيلة العضرفوطيات . يوجد النوع في رقع فيصحراء طهار وكوتش والمناطق القاحلة المحيطة في الهند وباكستان . وهو حيوان عشبي بشكل رئيسي ويعيش بأعداد في بعض المناطق. نظرًا لوجودها في مجموعات فضفاضة، فإنها غالبًا ما تجذب الحيوانات المفترسة مثل الطيور الجارحة. كما يصطاده السكان المحليين لاعتقادهم أن الدهون المستخرجة منه مثيرة للشهوة الجنسية.

## الوصف

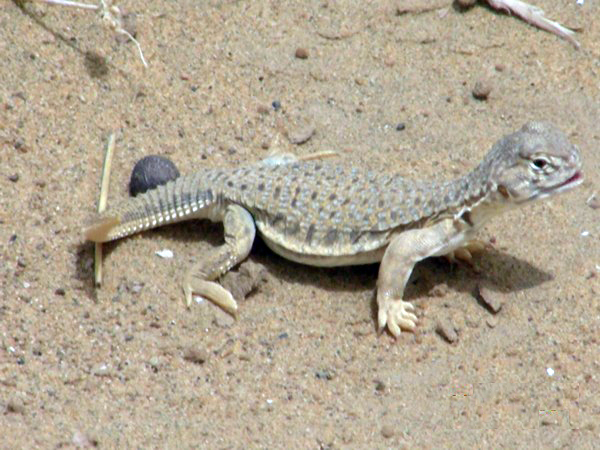
ضب يافع

يتميز الضب الهندي برأس مستدير وخطم مسطح. عادة ما يكون لونه بني مصفر أو رملي أو زيتوني. قد يكون له بقع سوداء وزخارف شعرية الشكل وبقعة سوداء مميزة في مقدمة الفخذ. له جذع مفلطح وجلد متجعد. ذيله له زوائد من حراشف شوكية مع أشواك كبيرة على الجانب. الذيل رمادي مزرق (في جيسلمير) إلى رملي (في كوتش).
يتغير لون الضب وتظهر الألوان الداكنة خلال المواسم الباردة. 

### مثنوية الشكل الجنسية
يراوح الطول الإجمالي (بما في ذلك الذيل) لذكور الضب الهندي من 40 إلى 49 سم، والإناث من 34 إلى 40 سم. الذكر لديه ذيل أطول من الأنثى ومسامات فخذية.